# Note di copertina

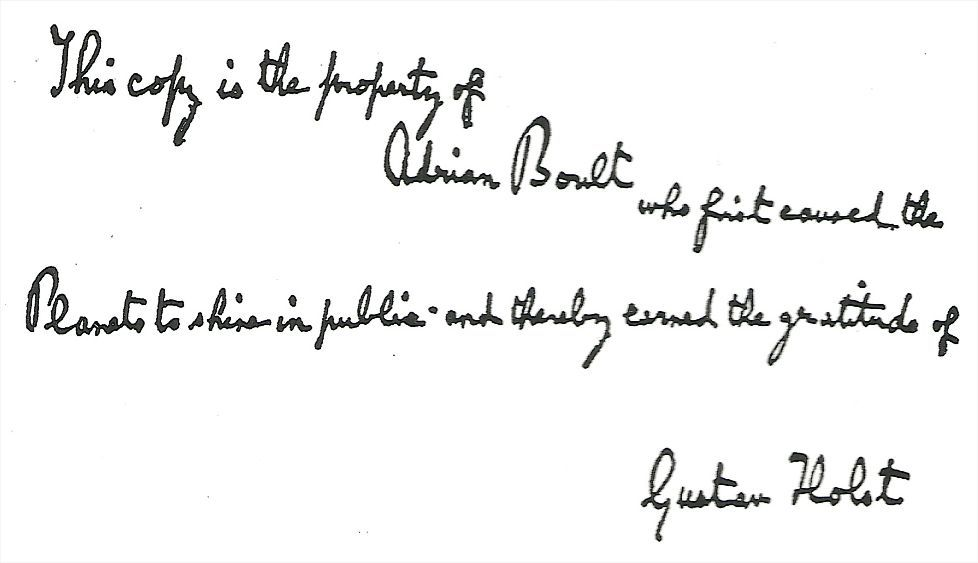
Iscrizione di Gustav Holst sulla copia della registrazione di I pianeti di Adrian Boult.

Le note di copertina sono quelle riportate sui compact disc (CD) e i long playing (LP), oppure quelle presenti nei libretti (detti anche booklet) dei compact disc e le audiocassette.

## Origine
Le note di copertina hanno delle analogie con i programmi dei concerti di musica colta, che contengono informazioni inerenti ai brani che verranno eseguiti, al compositore che li ha realizzati e altri dettagli contestuali all'epoca di scrittura delle composizioni. Le prime sono quelle stampate sulla custodia interna utilizzata per proteggere un tradizionale disco in vinile da 12 pollici, ovvero un LP o un disco fonografico. Si è continuato a utilizzare le note degli album anche nei più recenti formati di LP, nei CD e nelle audiocassette. Le note di copertina contengono informazioni inerenti alle registrazioni e su altro.

## Contenuti

### Argomenti ricorrenti
Molte note di copertina contengono informazioni di vario tipo inerenti alle vicende dell'artista, aneddoti e relative al catalogo dell'artista o dell'etichetta. Alcune note di copertina contengono brevi scritti dell'autore della registrazione o di un giornalista. Sebbene questa usanza sia oggi quasi del tutto scomparsa, alcuni di questi brevi saggi sono presenti nelle ristampe, nelle compilation retrospettive e nei cofanetti. Queste note di copertina sono presenti in molte pubblicazioni uscite in Giappone, specialmente quelle inerenti agli artisti stranieri. Molti supporti includono i testi completi delle canzoni che essi contengono.

### Biografie
Le note di copertina ora di solito includono informazioni sul musicista, testi, un elenco dei crediti e omaggi che i musicisti fanno a persone o aziende coinvolte nella produzione della registrazione. Possono anche fornire dettagli sulla realizzazione di ogni brano musicale e talvolta collocarli in un contesto storico o sociale. Le note di copertina per riguardanti le pubblicazioni di musica classica forniscono spesso delle informazioni in diverse lingue; se il brano comprende delle parti vocali, spesso hanno anche un libretto che può essere tradotto in più lingue.

### Label copy
La label copy è l'insieme dei dettagli della pubblicazione, compresi il nome dell'artista, i titoli dei brani, la loro lunghezza, il codice ISRC, il numero di catalogo, il/i compositore/i, l'editore, il/i titolare/i dei diritti, i crediti tecnici e artistici, i crediti A&R e del produttore, le date e i luoghi di registrazione. Nella musica digitale, la label copy è contenuta all'interno dei metadati.

### Metadati
Le note di copertina a volte forniscono metadati che possono aiutare a catalogare raccolte private o pubbliche di registrazioni sonore. Tuttavia le informazioni fornite nelle note di copertina variano considerevolmente a seconda dello studio o dell'etichetta che ha prodotto la registrazione. Varia anche la quantità di metadati resi pubblici da servizi di media digitali, come ad esempio Spotify e iTunes. Nel 2018, Tidal ha lanciato i crediti musicali ufficiali forniti dai distributori attraverso il loro database che elenca 90 milioni di registrazioni. Nel 2019 la società australiana Jaxsta ha lanciato un database in cui sono contenuti molti crediti musicali ufficiali e note di copertina. Il database è costituito da metadati forniti dal proprietario del contenuto piuttosto che da dati di crowdsourcing, rendendo utilizzabili e talvolta di pubblico dominio dei metadati che erano in precedenza difficilmente reperibili. Nel 2019 la società francese Qobuz ha lanciato crediti musicali ufficiali e dei libretti digitali che possono essere letti direttamente sul riproduttore sonoro. Nel 2019 il servizio di streaming Pandora ha reso visibili i crediti completi degli artisti che ha reso disponibili. I crediti di metadati vengono inviati da fonti ufficiali a tutti i database e servizi di streaming utilizzando lo standard DDEX ERN, tuttavia non tutti i servizi mostrano questi dati al consumatore.

### Note di copertina digitali
A causa dell'introduzione dei download digitali è stato introdotto un opuscolo digitale per compensare la mancanza di un opuscolo fisico. La Apple ha anche introdotto il format iTunes LP che presenta dei menu interattivi e non semplici pagine. Spotify ha anche i crediti di cantautori e produttori di ogni singola traccia. Collaborando con Genius, il servizio ha fatto in modo che fosse possibile leggere i testi di numerosi brani. A partire dal 2020 è stato stimato che fino al 94% delle registrazioni fornirebbe oggigiorno il feed ufficiale dei crediti musicali direttamente dai proprietari dei dati a servizi di streaming come Spotify, Amazon, Google, Tidal, Pandora, Qobuz e altri, così come database come Gracenote, ma non tutti i servizi visualizzano i dati che vengono inviati in questa fase.

## Premi
A partire dal 1964 viene assegnato il Grammy Award alle migliori note dell'album per quelle che sono considerate le migliori note di copertina dei dischi.